# Paterne Mamata
Paterne Mamata (* 16. Juli 1986) ist ein ehemaliger französischer Tennisspieler.

## Karriere
Mamata spielte fast ausschließlich auf der ITF Future Tour, wo er einen Titel im Doppel gewinnen konnte.
2010 kam er in Marseille bei den Open 13 durch eine Wildcard zu seinem Debüt auf der ATP World Tour im Doppel. An der Seite von Gaël Monfils unterlagen sie Rik De Voest und Aisam-ul-Haq Qureshi in zwei Sätzen. Vier Jahre später in Umag bei den Konzum Croatia Open Umag kam er zu seinem zweiten und letzten Auftritt auf der ATP-Ebene, wo er erneut nicht über die erste Runde hinauskam. Im Juli 2015 spielte er sein letztes Profiturnier.